# Mali labdarúgó-bajnokság (első osztály)
A Malian Première Division a mali labdarúgó bajnokságok legfelsőbb osztályának elnevezése. 1966-ban alapították és 20 csapat részvételével zajlik. A bajnok a bajnokok Ligájában indulhat.

## A 2015–2016-os bajnokság résztvevői

### A csoport
- AS Avenir (Timbuktu)
- AS Nianan (Koulikoro)
- Olympique Messira (Bamako)
- AS Sabana (Mopti)
- Olympique Bamako (Bamako)
- CS Duguwolofila (Koulikoro)
- Lafia (Bamako)
- Onze Créateurs (Bamako)
- Stade Malien (Bamako)
- US Bougouni (Bougouni)

### B csoport
- AS Bakaridjan (Ségou)
- AS Bamako (Bamako)
- AS Police (Bamako)
- Real Bamako (Bamako)
- Débo Club (Mopti)
- Djoliba (Bamako)
- Salif Keita (Bamako)
- Mamahira (Koulikoro)
- USC Kita
- USFAS Bamako (Bamako)

## Az eddigi bajnokok
| - 1966 : Djoliba - 1967 : Djoliba - 1968 : Djoliba - 1969 : Real Bamako - 1970 : Stade Malien - 1971 : Djoliba - 1972 : Stade Malien - 1973 : Djoliba - 1974 : Djoliba - 1975 : Djoliba - 1976 : Djoliba - 1977 : nem rendezték meg - 1978 : nem rendezték meg - 1979 : Djoliba - 1980 : Real Bamako - 1981 : Real Bamako - 1982 : Djoliba - 1983 : Real Bamako - 1984 : Stade Malien - 1985 : Djoliba |  | - 1986 : Real Bamako - 1987 : Stade Malien - 1988 : Djoliba - 1989 : Stade Malien - 1990 : Djoliba - 1991 : Real Bamako - 1992 : Djoliba - 1993 : Stade Malien - 1994 : Stade Malien - 1995 : Stade Malien - 1996 : Djoliba - 1997 : Djoliba - 1998 : Djoliba - 1999 : Djoliba - 2000 : Stade Malien - 2001 : Stade Malien - 2002 : Stade Malien - 2003 : Stade Malien - 2004 : Djoliba - 2005 : Stade Malien |  | - 2006 : Stade Malien - 2007 : Stade Malien - 2008 : Djoliba - 2009 : Djoliba - 2010 : Stade Malien - 2011 : Stade Malien - 2012 : Djoliba - 2013 : Stade Malien - 2014 : Stade Malien - 2015 : Stade Malien - 2016 : Stade Malien |

## Bajnoki címek eloszlása
| Klub         | Város  | Bajnoki címek | Utolsó |
| ------------ | ------ | ------------- | ------ |
| Djoliba      | Bamako | 22            | 2012   |
| Stade Malien | Bamako | 21            | 2016   |
| Real Bamako  | Bamako | 6             | 1991   |

## Külső hivatkozások
- Információk Archiválva 2012. június 25-i dátummal a Wayback Machine-ben a FIFA honlapján
- Információk az RSSSF honlapján